# Serrat de Folguerons
La Serrat de Folguerons és una serra situada al municipi d'Amer a la comarca de la Selva, amb una elevació màxima de 795 metres.